# Florian Pawliczek
Florian Pawliczek (* 1981 in Herdecke) ist ein deutscher Filmemacher und Kameramann.

## Leben
Florian Pawliczek studierte von 2004 bis 2010 an der Fachhochschule Dortmund Design im Fachbereich Kamera. Sein Abschlussfilm „Stahlbrammen und Pfirsiche“ eröffnete im Jahr 2012 die 36. Duisburger Filmwoche. 2018 erhielt er gemeinsam mit Johannes Klais für die Montage des Kurzfilms „Fasse dich kurz!“ den Förderpreis Schnitt des 18. Filmplus / Edimotion, eines Festivals für Filmschnitt und Montagekunst.

## Filmographie (Auswahl)
- 2012: Stahlbrammen und Pfirsiche[1]
- 2015: Ausfahrt Hagen-West[2]
- 2016: Erfrischt einzigartig[3]
- 2017: Einwurf zwanzig Pfennig[4]
- 2018: Fasse dich kurz![5]
- 2020: Aus aktuellem Anlass[6]

## Auszeichnungen/Preise
- 2015: Blicke aus dem Ruhrgebiet, Querdenkerpreis sowie Publikumspreis für Ausfahrt Hagen-West[7]
- 2016: Bamberger Kurzfilmtage, Bamberger Reiter – Bester Dokumentarfilm für Ausfahrt Hagen-West[8]
- 2016: Eat My Shorts – Hagener Kurzfilmfestival, 2. Jury-Preis für Erfrischt einzigartig[9]
- 2016: Blicke aus dem Ruhrgebiet, Dokumentarfilmpreis Ruhr für Erfrischt einzigartig
- 2017: Blicke aus dem Ruhrgebiet, Hauptpreis für Einwurf zwanzig Pfennig[10]
- 2018: Filmplus / Edimotion, Festival für Filmschnitt und Montagekunst, Förderpreis Schnitt für Fasse dich kurz![11]
- 2020: Blicke 28 – Filmfestival des Ruhrgebiets, Publikumspreis[12]